# ملعب الأب مارفي
ملعب الأب مارفي (بالإنجليزية: Papa Murphy's Park)‏ هو ملعب متعدد الأختصاصات موجود بمدينة سكرامنتو التي تقع في ولاية كاليفورنيا الأمريكية يستعمل الملعب لرياضة الرجبي و كرة القدم من جانب فريق نادي ساكارامينتو ريببلك وهو نادي يلعب في بطولة الدوري الامريكي